# Saturnino Braga
Roberto Saturnino Braga GOMM • GOIH • GOOCN • GCOMB (Río de Janeiro, 13 de septiembre de 1931 – Río de Janeiro, 3 de octubre de 2024) fue un ingeniero y político brasileño. Fue diputado federal, alcalde, concejal de la ciudad de Río de Janeiro y senador de la república.

## Formación familiar y académica
Hijo del ingeniero Francisco Saturnino Braga, director del Departamento Nacional de Carreteras y nieto de Ramiro Saturnino Braga, provenía de una tradicional familia de Campos dos Goytacazes, al norte del estado de Río de Janeiro. Tanto su padre como su abuelo fueron diputados federales por ese estado. El primero ligado a Nilo Peçanha y el segundo aliado político del interventor Ernâni do Amaral Peixoto, líder regional del Partido Social Democrático (PSD). 
Se formó en ingeniería en lal Universidade de Brasil (actual Universidad Federal de Río de Janeiro) en 1954, trabajó dos años después en el Banco Nacional de Desenvolvimento Econômico (BNDE), donde se especializó en ingeniería económica.
También estudió en la (CEPAL), donde fue alumno de Celso Furtado, y en el Instituto Superior de Estudos Brasileiros (ISEB).

## Vida política
Roberto Saturnino Braga entró en política en 1960 cuando se afilió al Partido Socialista Brasileño (PSB), por el que fue elegido diputado federal dos años después, a la cabeza de la coalición "Renovação Federal", liderada por el PSB. Inclinado hacia posiciones nacionalistas y de izquierda, no fue encarcelado tras el golpe militar de 1964, pero dos años más tarde su nueva candidatura a diputado federal fue impugnada por presiones del gobierno de Castello Branco, que le obligó a volver al BNDE.
Sólo volvió a la política en 1974, cuando fue invitado precipitadamente por Amaral Peixoto a ser candidato al senado federal por el Movimiento Democrático Brasileño (MDB; del que había sido fundador en 1966), en sustitución de Affonso Celso Ribeiro de Castro, que había sufrido un derrame cerebral. Con una campaña improvisada, venció el favoritismo del mariscal Paulo Torres (que buscaba la reelección con ARENA), y fue elegido senador por el estado de Río de Janeiro.
En 1979, con el fin del bipartidismo, se convirtió en el principal líder del PMDB en el estado, tras la marcha del gobernador Chagas Freitas al Partido Popular y del senador Amaral Peixoto al PDS. Sin embargo, la incorporación del Partido Popular (PP) al PMDB (con lo que el grupo de Chagas Freitas volvió al partido) obligó a Saturnino Braga a separarse y unirse al Partido Democrático Laborista (PDT) de Leonel Brizola, por el que fue reelegido senador en 1982.
En 1985, con el restablecimiento de las elecciones directas para alcaldes de las capitales, Saturnino Braga fue lanzado por el PDT para presentarse a la alcaldía de Río de Janeiro, siendo elegido con casi el 40% de los votos. El escaño en el senado fue para su suplente, Jamil Haddad.
El 26 de noviembre de 1987 se le concedió el grado de Gran Oficial de la Orden del Infante D. Henrique, de Portugal.
Su etapa al frente del gobierno municipal estuvo marcada por huelgas y rupturas. En 1988, en el último año de su mandato, declaró la quiebra del municipio de Río de Janeiro después de que el Banco Central prohibiera a la ciudad contraer nuevos empréstitos. Hostilizado por el teniente de alcalde, Jó Antônio Rezende, Saturnino Braga rompió con Brizola y abandonó el PDT, uniéndose más tarde al PSB. El anuncio de la quiebra hizo tambalear la candidatura del PSB para suceder a Saturnino, que tenía previsto lanzar a su segundo, Jó, quien acabó renunciando a su candidatura.
El anuncio de la quiebra del municipio dañó gravemente la imagen pública de Saturnino Braga, que sólo volvió a la política en 1994, cuando se presentó como candidato al Senado y quedó en quinto lugar, con 774.000 votos. En 1996 fue elegido concejal de la ciudad de Río de Janeiro. Dos años más tarde, volvió a presentarse al Senado y fue elegido, con el 38,10% de los votos válidos, por una alianza de izquierdas (que reunía al PDT, al PT, al PSB, al PCdeB y al PCB), que también eligió al Gobernador Anthony Garotinho (PDT) y a la Vicegobernadora Benedita da Silva (PT).
En 2000, cuando Garotinho rompió con Brizola y pasó del PDT al PSB, Saturnino Braga volvió a quedar aislado. Como no estaba de acuerdo, en 2002, al lanzar el PSB su propia candidatura presidencial con Garotinho, abandonó el partido y se afilió al PT. A su vez, el PDT exigió el cumplimiento de un acuerdo político por el que Saturnino sólo cumpliría la mitad de su mandato como senador elegido en 1998, y el resto correspondería al diputado del PDT, Carlos Lupi. Saturnino Braga asumió la culpa del acuerdo electoral, pero no aceptó ceder su cargo y siguió siendo senador por Río de Janeiro.
En 2004, siendo senador, Saturnino fue admitido por el presidente Luiz Inácio Lula da Silva al grado de Gran Oficial Especial de la Orden del Mérito Militar.
A principios de 2006, el PT le impidió presentarse a la reelección y optó por apoyar a Jandira Feghali, del PCdeB. Rechazó la oferta de presentarse como candidato a diputado y, a finales de julio, anunció el fin de su carrera política en una entrevista al diario O Globo: "Es mejor irse con una nota alta que derrotado", explicó.
Tras casi dos décadas en el PT, en 2019 Saturnino se reincorporó al PSB, en un acto con el entonces presidente del partido, Carlos Siqueira.
Aficionado al Botafogo, Saturnino se dedicó tanto a la literatura como a la política, publicando 23 libros, entre cuentos, memorias y libros sobre su carrera política. Recibió el premio Malba Tahan de la Academia Carioca de Letras por Contos do Rio en 2000.
Falleció el 3 de octubre de 2024.Había sido hospitalizado el 27 de septiembre por una neumonía y se encontraba en cuidados paliativos.